# Sokółka

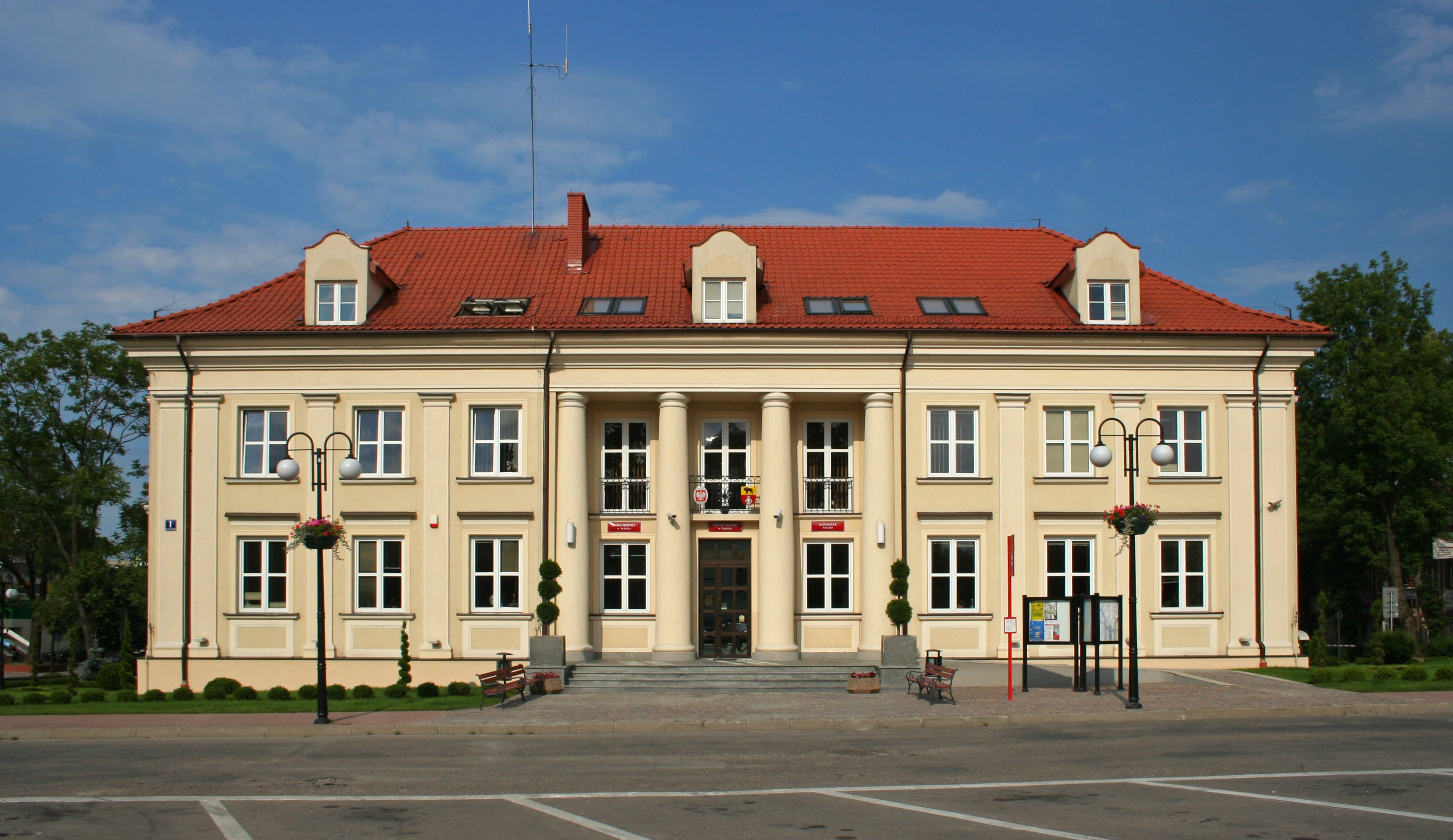
Rathaus

Sokółka (litauisch Sokulka; belarussisch Сакулка / Sakulka) ist eine Stadt im Powiat Sokólski der Woiwodschaft Podlachien in Polen. Sie ist Sitz des Powiats und der gleichnamigen Stadt-und-Land-Gemeinde mit etwa 25.800 Einwohnern.

## Geschichte
Sokółka wurde im 16. Jahrhundert gegründet und noch heute ist das architektonische System in der Stadtmitte mit dem Markt, den anliegenden Straßen und Häusern, die an die Zeiten von Anton Tyzenhauz erinnern, erhalten. Die Stadt hat mehr als 18.000 Einwohner und liegt in unmittelbarer Nähe von Hrodna und Lida in Belarus. Durch die Stadt verläuft die internationale Straße und die Eisenbahnlinie von Warschau nach Vilnius, Riga und Sankt Petersburg sowie nach Minsk und Moskau.
Sokółka ist eine Stadt mit abwechslungsreicher Landschaft, Hügeln, Wäldern und unberührter Natur. Sehenswert sind die Kirchen und Museen. In Stadt und Umgebung werden die Sokolka-Pferde gezüchtet. Jedes Jahr werden Ausstellungen, Auktionen und Paraden von Gespannen veranstaltet. Märkte finden montags statt.

## Gemeinde
Zur Stadt- und Landgemeinde gehören neben der Stadt Sokółka weitere 54 Dörfer mit einem Schulzenamt an.

### Partnerschaften
- Rochlitz, Deutschland
- Šalčininkai, Litauen

## Persönlichkeiten
- Piotr Lebiedziński (1860–1934), Chemiker, Fotograf und Erfinder
- Alexander Bogdanow (eigtl. Alexander Alexandrowitsch Malinowski, 1873–1928), russischer Arzt, Bolschewik, Schriftsteller und Philosoph
- Diana Sokołowska (* 1996), Schwimmsportlerin